# دریاچه مونو
دریاچه مونو (انگلیسی: Mono Lake) یک دریاچه در شهرستان مونو، کالیفرنیا ایالات متحده آمریکا است.
دریاچهٔ مونو یک دریاچهٔ شور در شرق رشته‌کوه سیرا نوادا در ایالت کالیفرنیای ایالات متحدهٔ آمریکا است. منابع تغذیه‌کنندهٔ آن جویبارهایی هستند که از سمت شرقی این رشته‌کوه جریان دارند، از جمله رودخانه‌های راش کریک، لی واینینگ کریک و میل کریک. لی واینینگ کریک از سرچشمه‌های خود در نزدیکی تیوگا پاس، نزدیک پارک ملی یوسمیتی، تغذیه می‌شود.
دریاچهٔ مونو مساحتی در حدود ۱۸۰ کیلومتر مربع (۶۹ مایل مربع) را پوشش می‌دهد و طول آن تقریباً ۷٫۶ کیلومتر (۴٫۷ مایل) است. این دریاچه بسیار قدیمی است و گمان می‌رود حدود ۷۶۰٬۰۰۰ سال پیش شکل گرفته باشد. این دریاچه یک دریاچهٔ بسته است، به این معنا که به هیچ دریا یا اقیانوسی متصل نمی‌شود.
در قرن بیستم، شهر لس‌آنجلس شروع به برداشت آب از جویبارهایی کرد که دریاچهٔ مونو را تغذیه می‌کردند. این برداشت‌ها باعث کاهش سطح آب دریاچه شد و به دنبال آن، ساختارهای منحصر به فردی از توفا (سنگ‌های آهکی) در ساحل نمایان شدند.

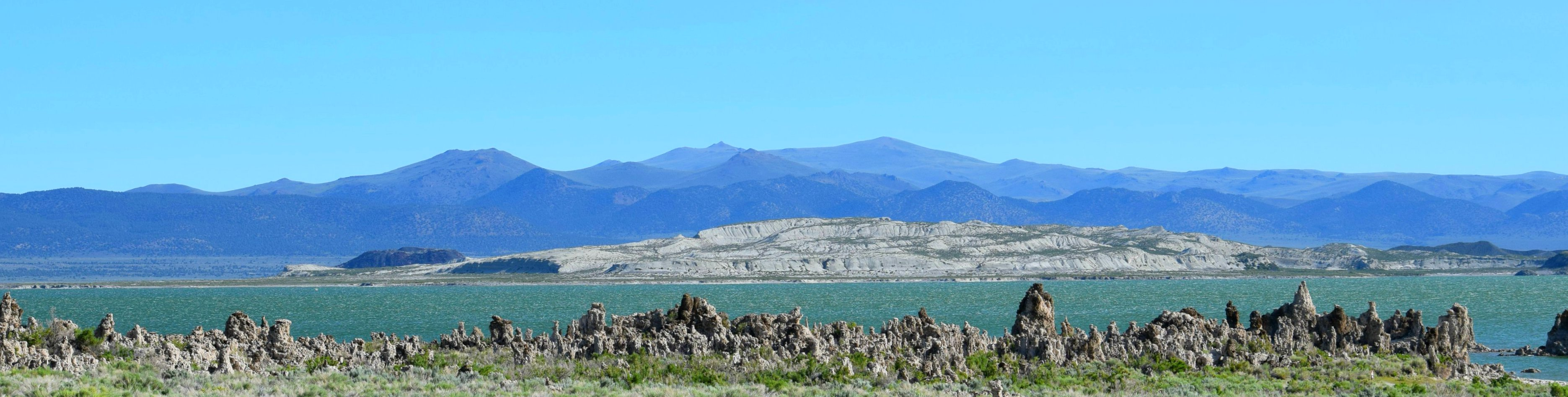
دریاچه مونو

این دریاچه به دلیل ویژگی‌های خاصش، از جمله ساختارهای توفا که در اثر تغییرات زمین‌شناسی و فرایندهای رسوبی ایجاد شده‌اند، یکی از جاذبه‌های طبیعی و علمی مهم منطقه به‌شمار می‌رود. دریاچهٔ مونو نه تنها به عنوان یک زیستگاه مهم برای پرندگان مهاجر شناخته می‌شود، بلکه همچنین به عنوان یک موضوع مطالعاتی در زمینه‌های مختلف علمی، از جمله زمین‌شناسی، زیست‌شناسی و هیدرولوژی، مورد توجه پژوهشگران قرار گرفته است. بهره‌برداری نادرست از منابع آبی دریاچه و تأثیرات منفی آن بر محیط زیست، نمونه‌ای بارز از چالش‌های مدیریت منابع طبیعی در مواجهه با نیازهای انسانی و حفاظت از محیط زیست است.

## جغرافیا
حوضه مونو در لبه غربی منطقه Basin-and-Range قرار دارد که بر اثر کشش پوسته زمین ایجاد شده است. این حوضه عمدتاً شامل ساختارهای موازی فرازمین و فروزمین یا حوضه‌های جداگانه‌ای مانند دریاچه مونو است. منطقهBasin-and-Range به شمال، شرق و جنوب این دریاچه در ایالت‌های کالیفرنیا و نوادا ادامه می‌یابد. در جنوب شرقی، کوه‌های وایت قرار دارند و در غرب، دامنه‌های شیب‌دار سیرا نوادا به‌طور قابل توجهی بالا می‌روند.
حوزه آبریز دریاچه مونو با مساحتی حدود ۲۰۲۰ کیلومتر مربع، از قله‌های اصلی سیرا، از جمله کوه لایل (۳۹۹۴ متر) و کوه دانا (۳۹۷۸ متر) شروع می‌شود و تا سطح آب دریاچه که در سال ۲۰۱۷ در حدود ۱۹۴۵ متر بالاتر از سطح دریا بود، ادامه می‌یابد.
این حوضه حدود سه میلیون سال پیش تشکیل شده و دریاچه مونو با قدمتی حداقل ۷۶۰٬۰۰۰ سال، یکی از قدیمی‌ترین دریاچه‌های آمریکای شمالی است. در پایان آخرین عصر یخبندان، حوضه مونو با آب‌های ذوب شده به‌طور کامل پر شده و به حوضه‌های همجوار شرقی سرریز کرد. این دریاچه پیشاتاریخی، که به نام دریاچه راسل شناخته می‌شود، حدود ۱۲٬۵۰۰ سال پیش، مساحتی نزدیک به ۹۰۰ کیلومتر مربع و عمقی در حدود ۱۰۰ متر داشت. در اواخر عصر یخبندان، با کاهش بارش و ذوب شدن یخچال‌های طبیعی، سطح آب دریاچه به تدریج کاهش یافت و حدود ۹۰۰۰ سال پیش، به اندازه‌های کنونی رسید و به عنوان دریاچه مونو شناخته شد.

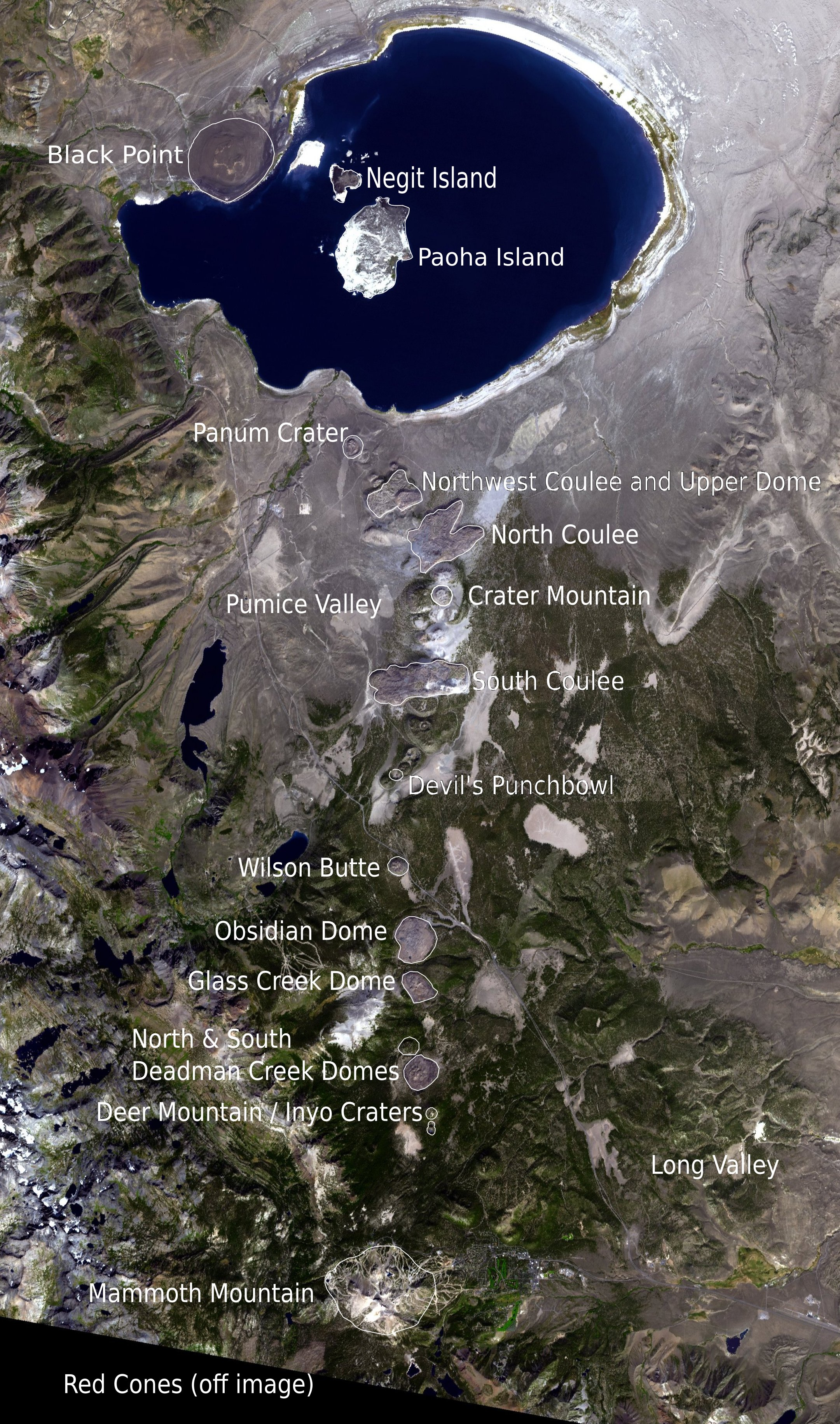
تصویر ماهواره ای دریاچه مونو به همراه دهانه‌های آتشفشانی مونو-اینو

چهره امروزی دریاچه مونو به شدت تحت تأثیر فعالیت‌های آتشفشانی تاریخی قرار دارد. دهانه‌های آتشفشانی مونو-اینو، در جنوب دریاچه، شامل گنبدهای آتشفشانی ریولیتی هستند و با عمری بین ۲۰۰۰ تا ۶۰۰ سال، جدیدترین تپه‌های آتشفشانی آمریکای شمالی محسوب می‌شوند. جزیره نگیت در شمال دریاچه، دارای منشأ آتشفشانی و حدود ۲۰۰۰ سال قدمت دارد. جزیره بزرگتر پاهوا، جدیدترین نتیجه فعالیت‌های آتشفشانی در منطقه است. بلک پوینت در ساحل شمال غربی، بقایای یک آتشفشان مخروطی بازالتی است که حدود ۱۳٬۳۰۰ سال پیش زیر آب فوران کرد.
با توجه به موقعیت جغرافیایی حوضه مونو در شرق سیرا نوادا و در سایه بارشی این کوه‌ها، آب و هوای منطقه عمدتاً نیمه‌خشک است و در نزدیکی دریاچه، اقلیم به‌طور عمده خشک و با بارش سالانه حدود ۱۴۰ میلی‌متر در ساحل شمال شرقی مشخص می‌شود. منابع آب تغذیه‌کننده دریاچه، از ذوب برف زمستانی در ارتفاعات بالاتر سیرا تأمین می‌شوند که از طریق رودخانه‌های لی واینینگ و راش کریک به دریاچه جریان می‌یابند.
به دلیل نداشتن خروجی طبیعی، دریاچه مونو تنها از طریق تبخیر آب از دست می‌دهد و به این ترتیب، مواد معدنی حل شده در آب‌های ورودی به تدریج در دریاچه تجمع می‌یابند. به همین دلیل، شوری آب دریاچه افزایش یافته و به شدت قلیایی شده است. در حال حاضر، آب دریاچه دارای غلظت‌های بالایی از نمک، از جمله غلظت آرسنیک، گوگرد و بور است که تنها موجودات خاصی قادر به تحمل چنین شرایطی هستند.
یکی از ویژگی‌های منحصر به فرد دریاچه مونو، شکل‌گیری سازه‌های کربنات کلسیم است که به صورت ساختارهای توفا در سواحل دریاچه به وجود آمده‌اند. این سازه‌ها ابتدا زیر آب تشکیل شده و با کاهش سطح آب، در معرض دید قرار گرفته‌اند. همچنین، معدن هازنیت که یک فسفات زیستی است و توسط جلبک‌های دریاچه تشکیل می‌شود، برای اولین بار در سال ۲۰۰۷ در دریاچه مونو شناسایی شد و تاکنون در هیچ جای دیگری یافت نشده است.
این تحولات طبیعی در دریاچه مونو، به همراه تغییرات اقلیمی و نوسانات سطح آب، اهمیت زیادی در مطالعه فرآیندهای زمین‌شناسی، اقلیم‌شناسی و محیط‌زیست دارند.

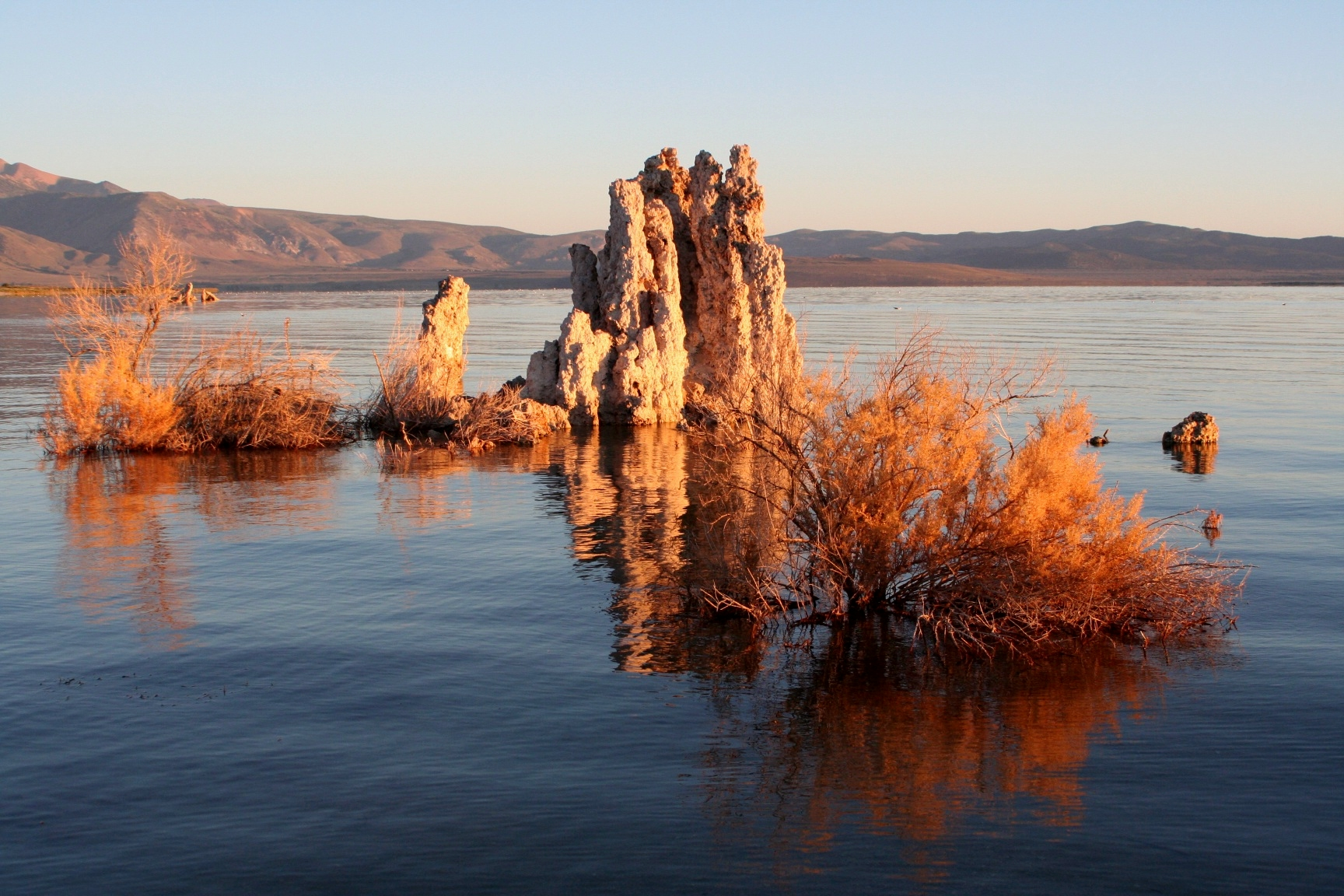
ساختارهای توفا

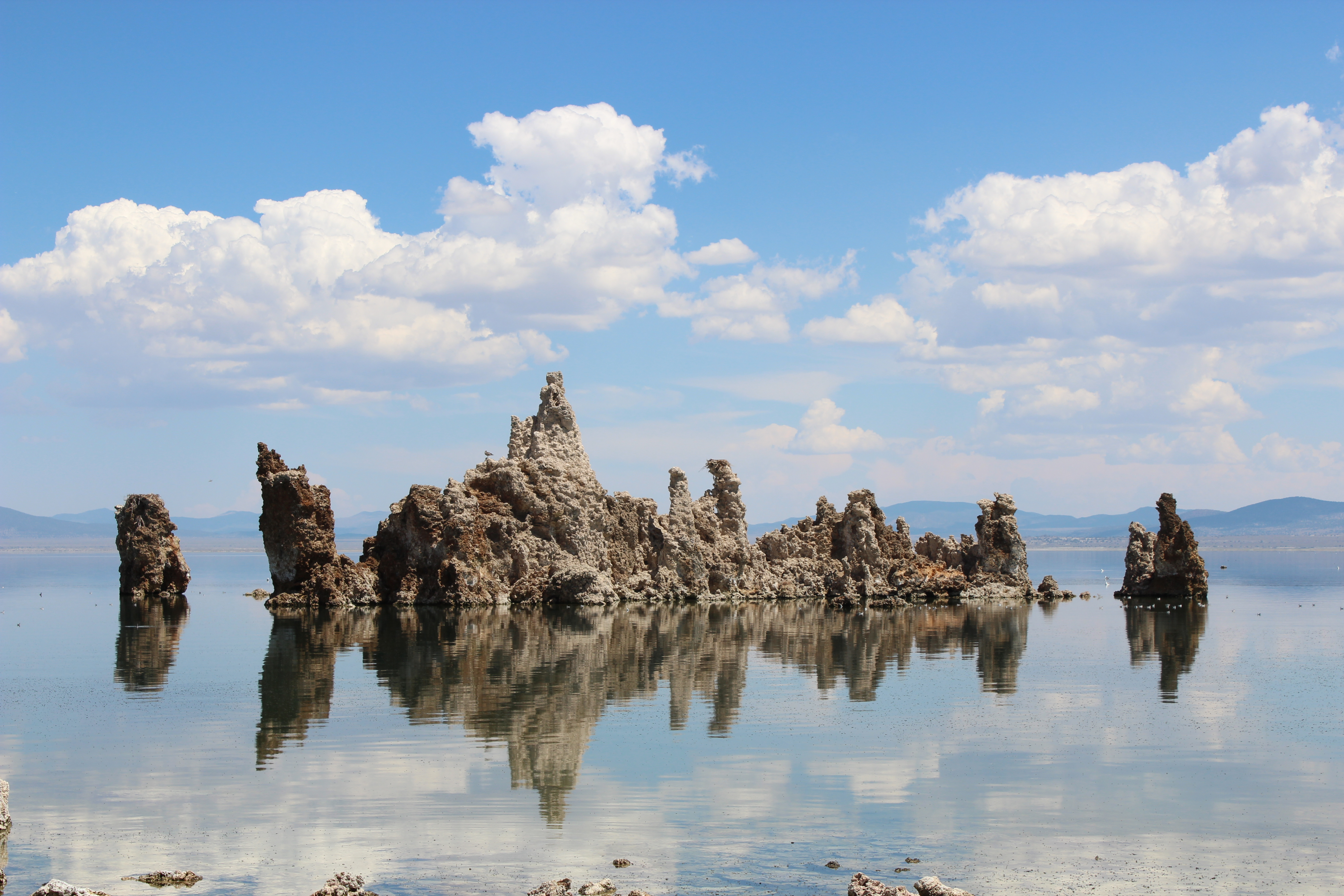
ساختارهای توفا

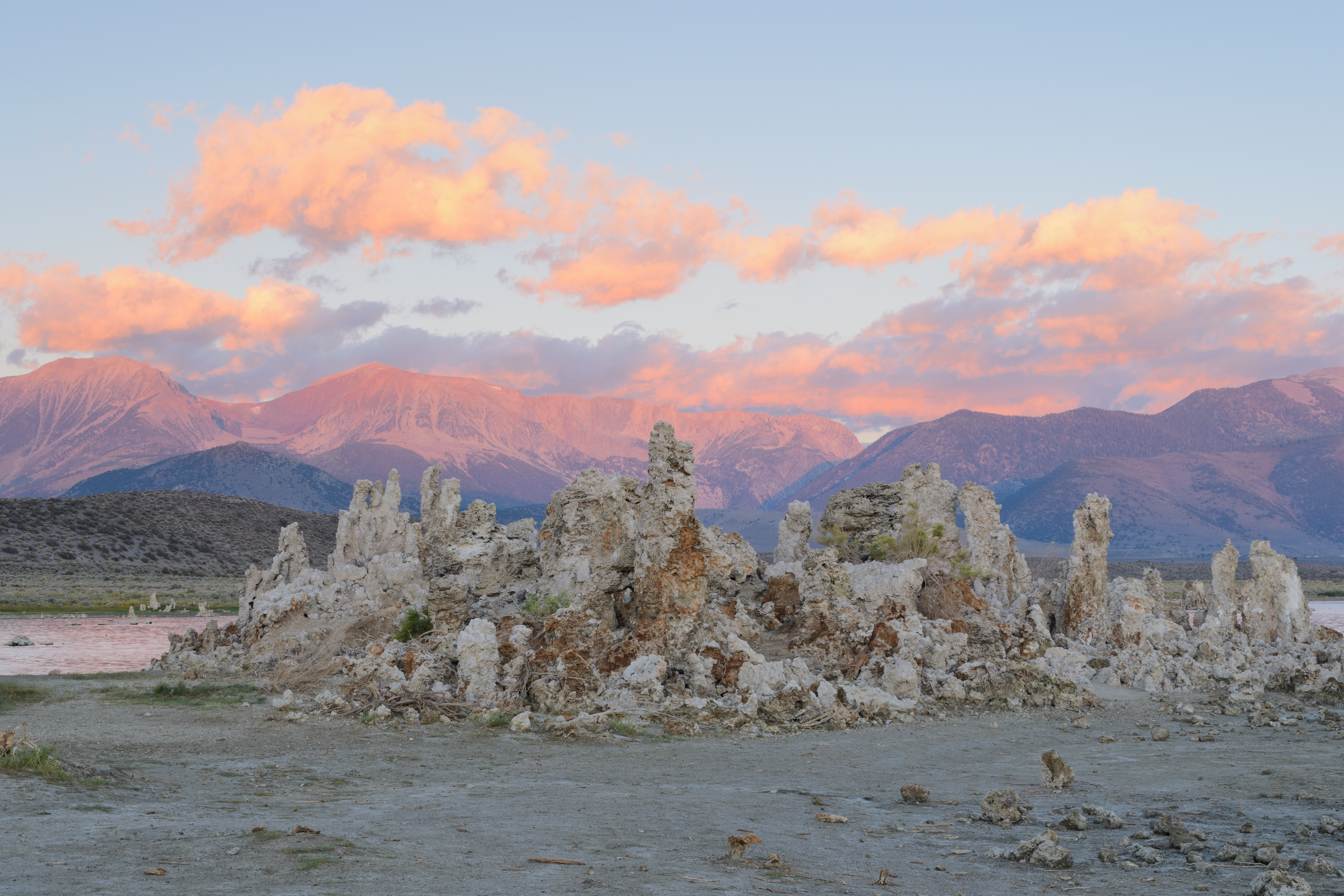
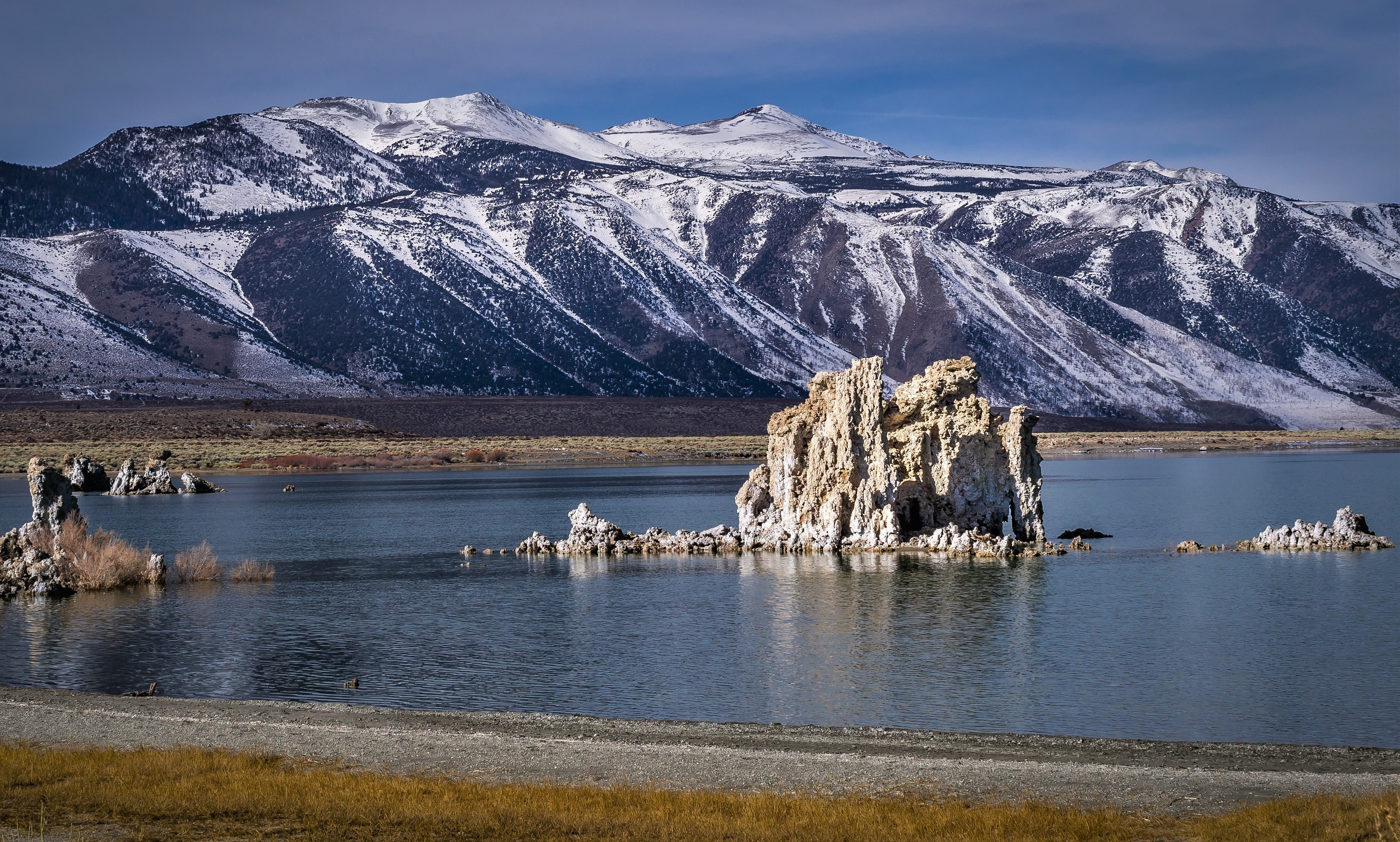
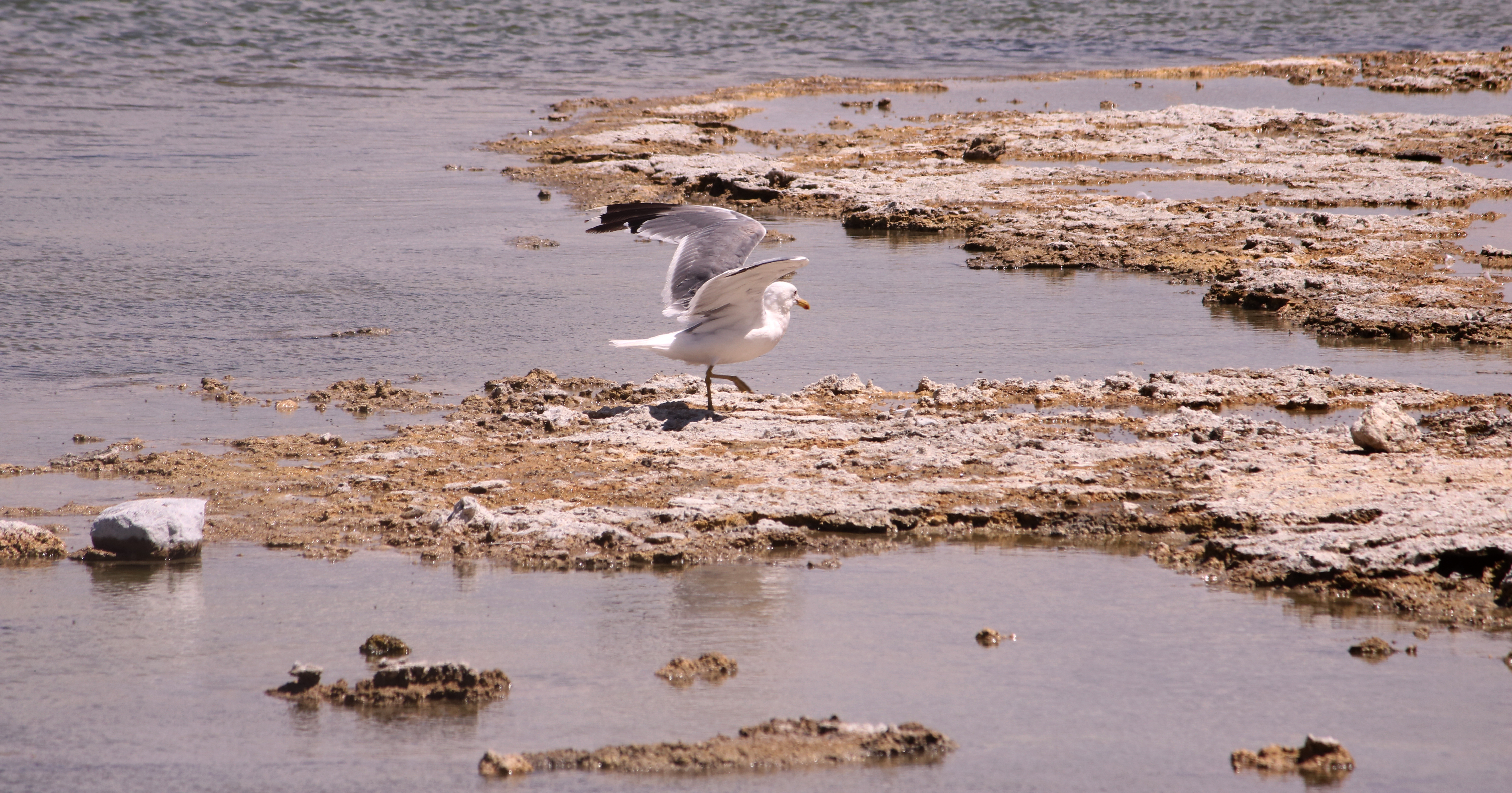

## دریاچه مونو در رسانه‌ها
دریاچه مونو در طول سال‌ها الهام‌بخش هنرمندان و فیلمسازان بوده است و به عنوان یک مکان جذاب در رسانه‌ها مطرح شده است. کلینت ایستوود برای فیلم "غریبه دشت‌های بالا" (۱۹۷۳)، یک روستا در ساحل جنوبی دریاچه ساخت. این دریاچه به‌طور بین‌المللی از سال ۱۹۷۵ به شهرت رسید، زمانی که یک عکس از استورم تورگرسون، منظره‌ای عجیب از دریاچه مونو را به همراه برج‌های توفا به تصویر کشید. این عکس بر روی جلد داخلی و یک کارت پستال همراه با آلبوم "Wish You Were Here" از گروه پینک فلوید چاپ شد. تصویر، دریاچه مونو را با برج‌های توفا و یک شناگر را نشان می‌دهد که به نظر می‌رسد بدون ایجاد هیچگونه پاششی در آب شیرجه می‌زند. این عکس در آب‌های کم عمق گرفته شده و شناگر که در یوگا تمرین کرده بود، می‌توانست زیر آب روی دست‌هایش بایستد تا زمانی که امواج آرام شوند.
در سال ۱۹۷۹، گروهی از محافظان محیط‌زیست، نمایشگاهی از عکس‌های دریاچه مونو ترتیب دادند و متوجه شدند که از سال ۱۸۶۸ تقریباً تمامی عکاسان برجسته منظره در آمریکا، دریاچه و سازه‌های توفای آن را عکاسی کرده‌اند. این نمایشگاه شامل آثار هنرمندان برجسته‌ای مانند انسل آدامز، تیموتی اچ. او'سالیوان، فیلیپ هاید و برت وستون بود و در سراسر غرب ایالات متحده به نمایش درآمد. امروزه این نمایشگاه در مرکز بازدیدکنندگان لی واینینگ به نمایش گذاشته شده است. از آن زمان به بعد، کتاب‌های عکس و تقویم‌های تصویری متعددی منتشر شده‌اند که دریاچه مونو و چشم‌اندازهای منحصر به فرد آن را به تصویر می‌کشند. این بازتاب‌ها در رسانه‌ها و هنرها، نه تنها به معرفی گسترده‌تر این دریاچه کمک کرده، بلکه نقش مهمی در آگاهی عمومی از اهمیت محیط‌زیستی و حفاظت از آن ایفا کرده است. دریاچه مونو با مناظر عجیب و غریب خود، همچنان به عنوان یک نماد طبیعی و فرهنگی در میان علاقه‌مندان به هنر و طبیعت باقی مانده است.

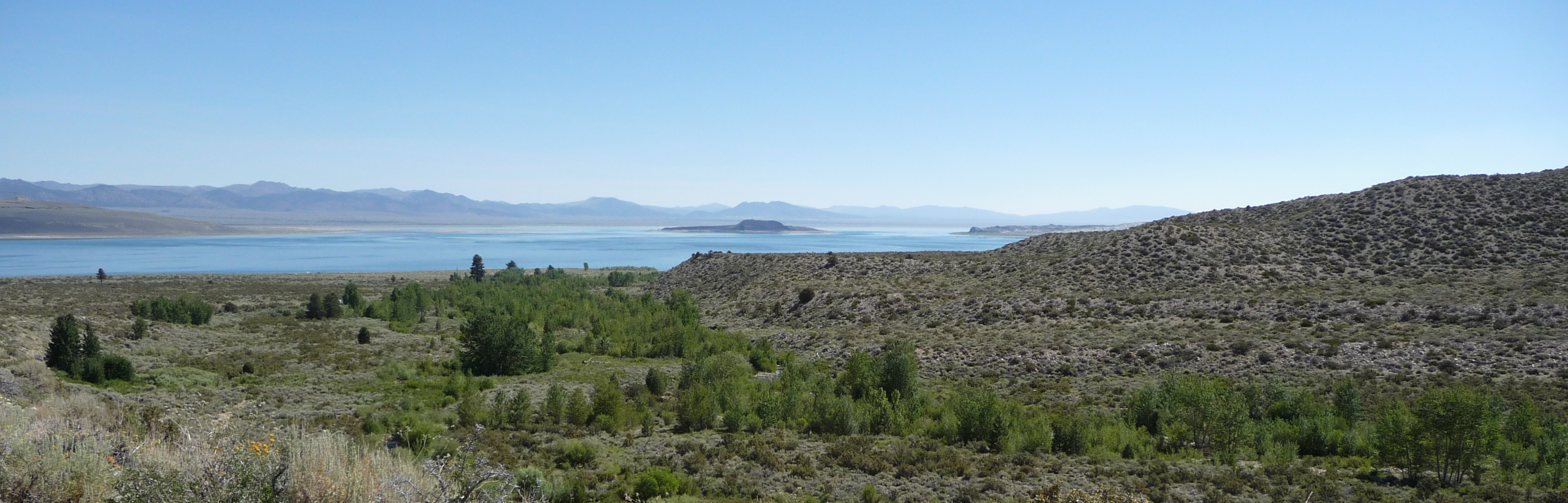
دریاچه مونو